# Gare de Ménfőcsanak
La gare de Ménfőcsanak (en hongrois : Ménfőcsanak vasútállomás) est une halte ferroviaire hongroise, située à Győr.